# Arroz empedrado

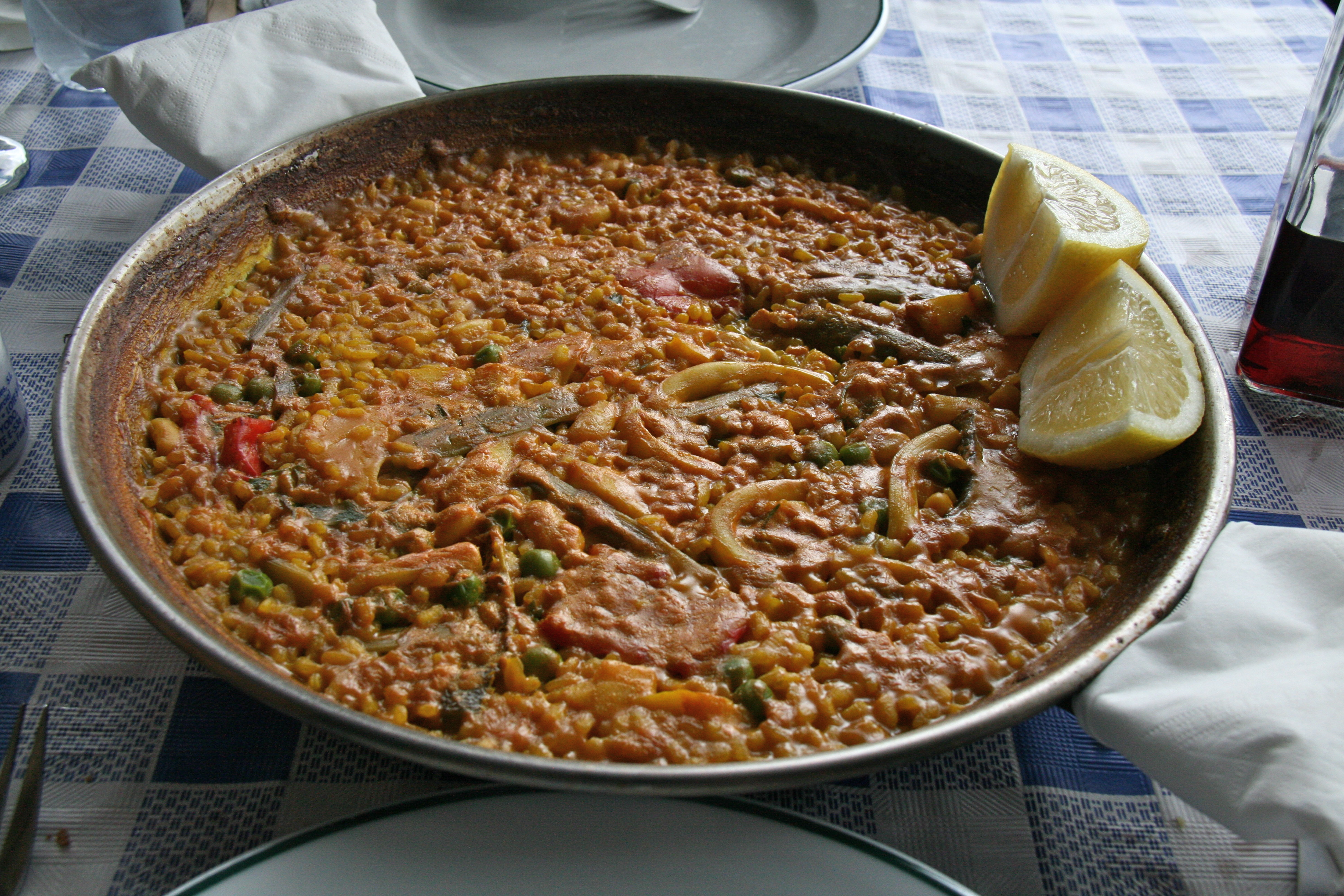
Arroz empedrado en Murcia

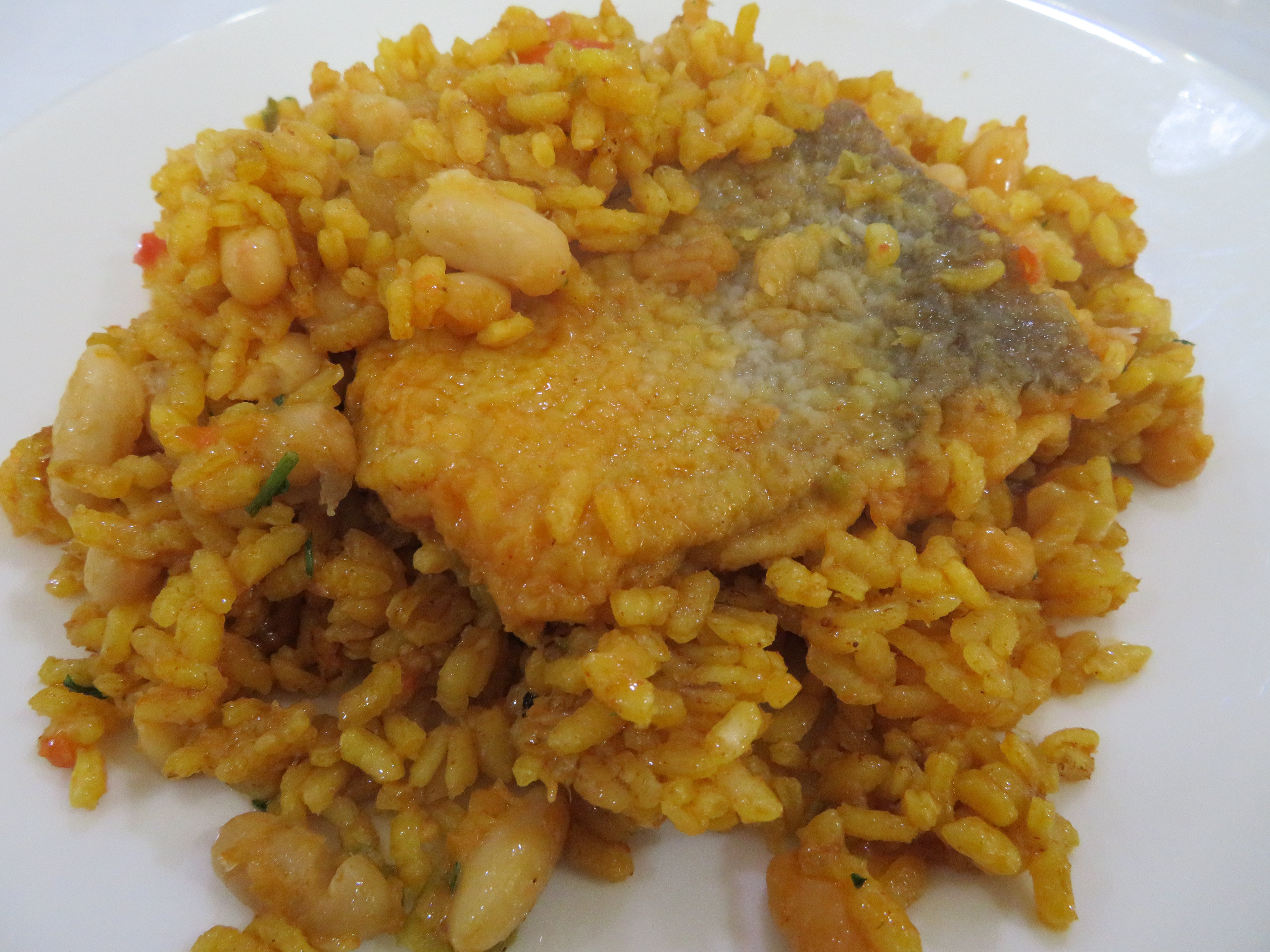
Arroz Empedrado con Bacalao (Castellón).

El arroz empedrado (también conocido como arroz empedrao o simplemente empedrao) es un plato típico de la comarca castellonense del Alto Palancia en la Comunidad Valenciana (España). Sus ingredientes son arroz, alubias, bacalao seco, pimentón y ajos principalmente y se sirve meloso. Debido a que no contiene ningún producto cárnico es un plato típico de la cuaresma (plato de Semana Santa). Este plato también es típico de la Comarca del Noroeste en la Región de Murcia. Este es el plato típico de la localidad castellonense de Vall de Uxó, donde se cocina con carne, habitualmente de caza. Además, en el municipio alicantino de Jijona, se le denomina arroz de fábrica, por ser una comida común de los trabajadores en las fábricas de turrón.